# Gonzalo Valenzuela

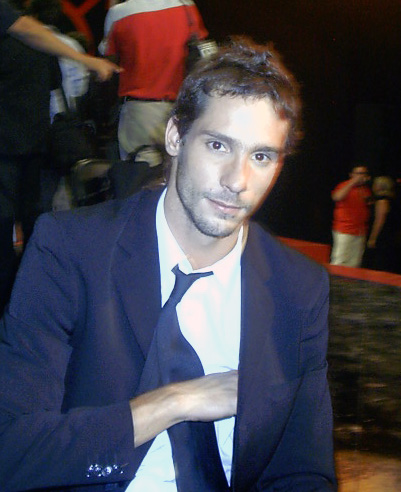
Gonzalo Valenzuela, 2003

Gonzalo Valenzuela (* 26. Januar 1978 in Santiago de Chile) ist ein chilenischer Schauspieler.

## Leben
Gonzalo Valenzuela wuchs als jüngstes von drei Kindern eines Chilenen († 2001) und einer Österreicherin gemeinsam mit einem Bruder († 1996) und einer Schwester in der chilenischen Hauptstadt auf.
Der 1,85 m großgewachsene Valenzuela war zunächst als Amateurboxer und als Model tätig. Er absolvierte eine professionelle Schauspielausbildung. Seit 2000 ist er als Schauspieler vor der Kamera tätig und hat bislang in mehr als 40 Film-und-Fernsehproduktionen mitgewirkt. Einem internationalen Publikum bekannt wurde er vor allem durch die Rolle des Bruno in dem Film Im Bett.
Valenzuela war von 2005 bis 2014 mit der aus Argentinien stammenden Schauspielerin Juana Viale (* 1982) verheiratet, mit der er zwei Kinder hat. Sein Sohn Ringo starb im Mai 2011 nur kurz nach der Geburt. Seit 2015 ist er in zweiter Ehe mit der chilenischen Schauspielerin Maria Gracia Omegna (* 1984) verheiratet, mit der er eine Tochter hat.

## Filmografie (Auswahl)
- 2005: Im Bett (En la Cama)
- 2011: Sie nannten ihn Diego (Sal)